# Radomer Leben
Radomer Leben (dosł. Życie Radomskie) – żydowska gazeta wydawana w latach 1921–1922 w Radomiu.
Tygodnik ten był wydawany przez Chila Meira Herca. Zgodnie z założeniami wydawcy utrzymywał lokalny, ogólnoinformacyjny i ponadpartyjny charakter. Odbiorcami Radomer Leben byli rzemieślnicy, drobni kupcy, handlarze i urzędnicy.
W latach 1926–1939 tradycje tygodnika kontynuował Radomer-Kielcer Leben (dosł. Życie Radomsko-Kieleckie).